# Matilda Sissieretta Joyner Jones
Matilda Sissieretta Joyner Jones, ou Sissieretta Jones, née le 5 janvier 1868 ou 1869 à Portsmouth et morte le 24 juin 1933 à Providence, est une soprano afro-américaine. Parfois surnommée « The Black Patti », en référence à la cantatrice italienne Adelina Patti, elle chantait autant de la musique d'opéra que des morceaux populaires.

## Biographie
Elle fait ses études au Conservatoire de musique de Boston puis étudie avec Louise Capianni et Scongia à Londres. Elle fait ses débuts au Steinway Hall de New York le 5 avril 1888 avant de faire des tournées à partir de 1890 aux Antilles, en Amérique du Nord et en Europe. C'est à la suite de ses prestations pour le Grand Negro Jubilee au Madison Square Garden ainsi qu'à la Maison-Blanche lors d'un concert demandé par le président Benjamin Harrison qu'elle acquiert une grande célébrité. Elle chante notamment à l'Exposition de Pittsburgh ainsi qu'à l'Exposition universelle de 1893 de Chicago. Elle aurait pu jouer les rôles principaux d'Aida et de L'Africaine au Metropolitan Opera, mais les attitudes raciales ainsi que la politique directoriale conservatrice empêchèrent qu'elle tienne ces rôles. Elle est la première femme africaine-américaine à avoir été tête d'affiche pour un concert au Carnegie Hall, sur la scène principale, en 1893. Elle devient première soprano dans la troupe de vaudeville les « Black Patti's Troubadour » de 1896 à 1915. Avec cette troupe, elle fait des tournées mondiales tout en étant la vedette principale de son « kaléïdoscope » lyrique présentant des pots pourris d'airs d'opéras. Elle a aussi chanté de nombreuses mélodies classiques et des ballades populaires.

## Prix et distinctions
- Rhode Island Heritage Hall of Fame Women inductee